# Phillipsburg (Georgia)
Phillipsburg es un lugar designado por el censo ubicado en el condado de Tift, en el estado de Georgia (Estados Unidos). 

## Geografía
Phillipsburg se encuentra ubicado en las coordenadas 31°26′20″N 83°31′13″O / 31.43889, -83.52028. Según la Oficina del Censo de los Estados Unidos, en 2010 tenía un área total de 0,8 km², toda ella correspondiente a tierra firme.

## Demografía
Según el censo de 2000, la población de Phillipsburg era de 887 habitantes. Los ingresos medios por hogar eran de $18 000 y los ingresos medios por familia eran de $22 589. Los hombres tenían unos ingresos medios de $18 208 frente a los $20 398 de las mujeres. La renta per cápita de la localidad era de $8237.[cita requerida]